# 次坞镇

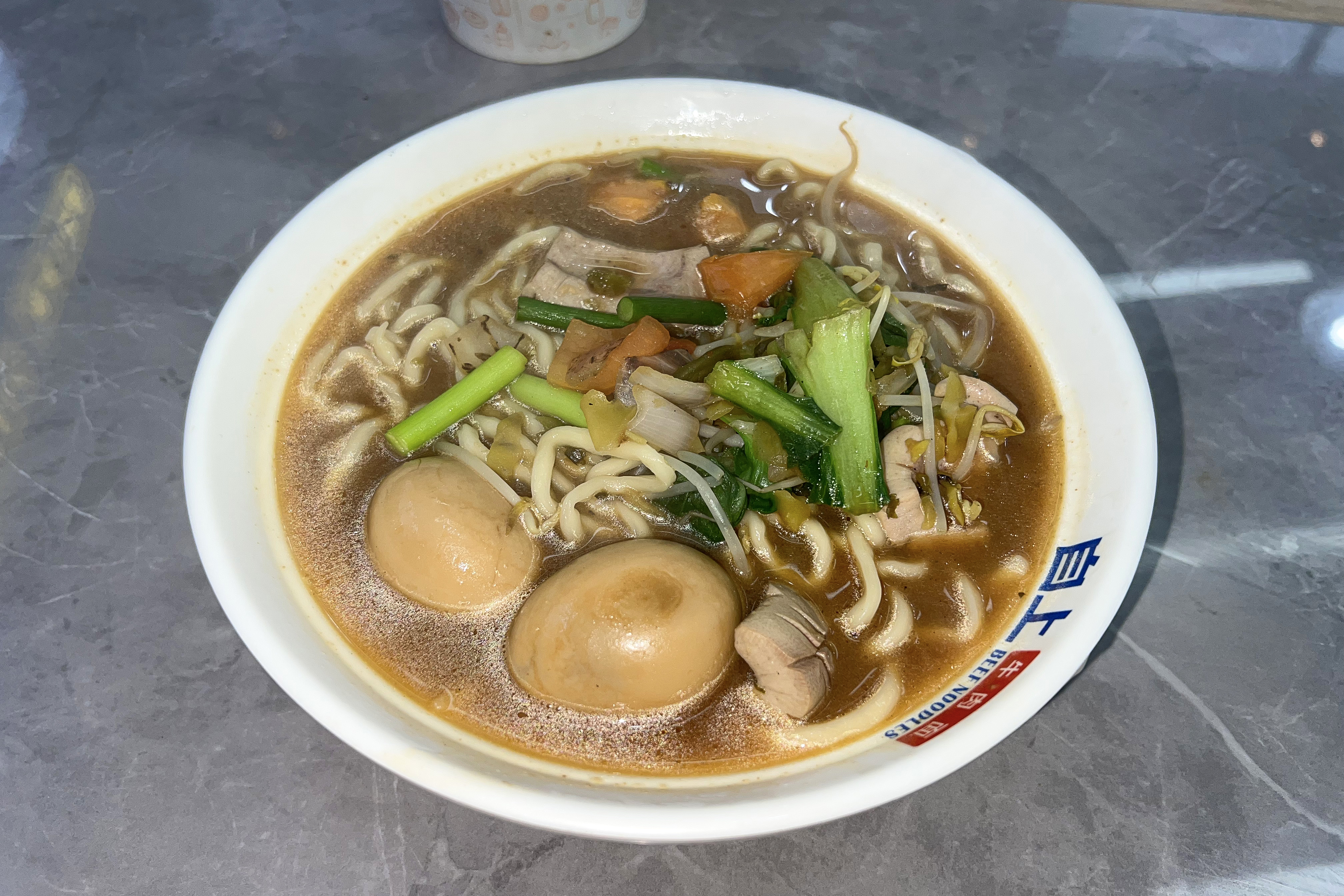
次坞打面

次坞镇是中國浙江省绍兴市诸暨市下辖的一个镇，在诸暨市区最北部。全镇区域面积97.2平方公里。辖22个行政村，1个社区，人口近4万。其地形、土壤类型和生物种类均十分丰富。境内有茨峰、次坞溪等自然景观和俞秀松烈士陵园等人文景观。

## 行政区划
下辖以下地区：
新街社区、大院里村、石马坞村、大塘村、古竹院村、吴高坞村、凰桐村、大桥村、溪埭村、新徐坞杨村、上连村、沈河村、次坞新村、义源村、汪阮家坞村、新回头村、白马新村、吕家村、珠桥村、红旗村、里亭村、新民村和道林山村。